# 자천대
자천대(紫泉臺)은 대한민국 전북특별자치도 군산시 옥구읍에 있는 건축물이다. 1984년 4월 1일 전라북도의 문화재자료 제116호로 지정되었다.

## 개요
원래 옥구군 선연리의 동산에 있었으나, 일제시대 후기 군용비행장 안으로 편입되자 이를 상평마을로 옮기고 경현재라 하였다가 1967년 다시 지은 것이 오늘에 이르고 있다.
최치원이 당나라에서 돌아왔을 때 세상의 인심이 어지럽고 어수선하자, 자천대에 올라 책을 읽으며 근심과 걱정을 달랬다고 한다.
건물은 앞면 3칸·옆면 1칸 규모의 2층 누각이고, 지붕은 옆면에서 볼 때 여덟 팔(八)자 모양인 팔작지붕이다. 지붕 처마를 받치기 위해 장식하여 만든 공포는 여러 가지 색으로 된 무늬를 곱게 칠해 놓았다.

## 현지 안내문
자천대는 본래 옥서면 선연리 하제 인근 바닷가의 작은 바위산을 칭하는 명칭이었는데 그 산위에 2층 정자가 자리하고 있어 이 또한 자천대라 불렀다. 자천대는 언제 건립되었는지 알 수 없지만 조선후기 양식의 2층 정자로 1941년경 일본군의 군산비행장 건설공사로 바위산이 사라지게 되자 옥구군수 최학수씨와 지역 유림들이 합심하여 옥구향교 인근으로 이전하였으며, 1941년 현 장소로 옮겨 오늘에 이르고 있다.
자천대에는 고운 최치원 선생과 관련된 전설이 전하고 있는데 "최치원 선생의 아버지는 신라의 무관으로 내초도에 수군장으로 주둔하였으며 이때 최치원 선생이 태어났다고 한다. 선연리 바닷가에서 어린시절을 보낸 선생은 자천대에 올라 글을 읽었는데 글 읽는 소리가 당나라의 천자에게까지 들려 당나라 사신이 건너와 선생을 데려갔다"고 전한다.

## 참고 자료
- 자천대 - 국가유산청 국가유산포털